# Jakub Rohnka
Jakub Rohnka (ur. 10 marca 1992) – polski siatkarz, grający na pozycji przyjmującego.

## Sukcesy klubowe
Młoda Liga:
- 2011

Mistrzostwo I ligi:
- 2019
- 2022[5], 2023[6]